# Lara Ricciatti
Lara Ricciatti (Fano, 14 luglio 1985) è una politica italiana.

## Biografia
Laureata in scienze politiche, con specializzazione in relazioni e cooperazione internazionale presso l'Università degli Studi di Urbino "Carlo Bo", dal 2022 ricopre la carica di responsabile delle risorse umane presso la Cooperativa Sociale Utopia di Cagli.
Giovanissima ha cominciato la sua attività politica nella Sinistra Giovanile e nei DS; con lo scioglimento di quest'ultimo non è confluita nel PD, ma ha aderito dapprima a Sinistra Democratica ed infine a Sinistra Ecologia Libertà.
Alle elezioni politiche del 2013 viene eletta alla Camera dei deputati, nella circoscrizione Marche, nelle liste di Sinistra Ecologia Libertà, per via della rinuncia della capolista Laura Boldrini (che opta per un'altra circoscrizione).
Dal febbraio 2017, aderisce al gruppo parlamentare Articolo 1 - Movimento Democratico e Progressista, insieme ad altri 16 parlamentari provenienti da Sinistra Ecologia Libertà che hanno scelto di non aderire a Sinistra Italiana. Nella nuova formazione è vice-capogruppo alla Camera.
Alle elezioni politiche del 2018 viene candidata con Liberi e Uguali come capolista nel proporzionale nel collegio Marche Sud, ma non risulta eletta.
Nel 2023 Articolo 1 confluisce nel Partito Democratico e da allora aderisce al suddetto partito.